# Bernhard Möller
Axel Bernhard Gottfrid Möller, född den 29 juni 1901 i Ilstorps församling, Malmöhus län, död den 31 mars 1969 i Malmö, var en svensk jurist.
Möller avlade studentexamen i Lund 1919 och juris kandidatexamen vid Lunds universitet 1924. Han var extra ordinarie notarie i Skånska hovrätten 1924, genomförde tingstjänstgöring i Färs härads domsaga 1927–1930, tjänstgjorde i Skånska hovrätten 1931, som extra ordinarie fiskal där 1932, som biträdande domare i Frosta och Eslövs domsaga 1933, som sekreterare där 1933–1935, som assessor i Skånska hovrätten 1937–1938, som sekreterare i Östra och Medelsta domsaga 1939–1940 och som tillförordnad revisionssekreterare 1941–1946. Möller blev hovrättsråd i Skånska hovråtten 1944 och vice ordförande på avdelning där 1963. Han blev riddare av Nordstjärneorden 1947 och kommendör av samma orden 1962. Möller vilar på Norra kyrkogården i Lund.